# Oxyacantha succulenta
Oxyacantha succulenta là loài thực vật có hoa trong họ Hoa hồng. Loài này được (Schrad. ex Link) Lunell mô tả khoa học đầu tiên năm 1918.